# Gargaza
Gargaza là một chi bướm đêm thuộc họ Noctuidae.